# Jotus ravus
Jotus ravus là một loài nhện trong họ Salticidae.
Loài này thuộc chi Jotus. Jotus ravus được Arthur T. Urquhart. miêu tả năm 1893.